# Declaración de Independencia de la República Eslovaca
La Declaración de Independencia de la República Eslovaca por el Consejo Nacional Eslovaco (en eslovaco: Deklarácia Slovenskej národnej rady o zvrchovanosti Slovenskej republiky) fue una resolución del Consejo Nacional Eslovaco el 17 de julio de 1992, por la cual los miembros del Consejo exigieron la independencia de Eslovaquia. Este evento fue parte de un proceso que terminó con la disolución de Checoslovaquia y la creación de una Eslovaquia independiente el 1 de enero de 1993.
De los 147 diputados presentes, 113 estaban a favor del documento, principalmente miembros del Movimiento por una Eslovaquia Democrática, el Partido Nacional Eslovaco y la mayoría del Partido de la Izquierda Democrática, incluido Robert Fico, futuro primer ministro (2006-2010). 24 diputados votaron en contra y 10 se abstuvieron.
El mismo día, Václav Havel anunció su intención de dimitir del cargo de presidente de Checoslovaquia, declarando "que no sería el presidente de un Estado en ruinas". Y tres días después dejó su cargo.

## La declaración
El texto de la declaración en eslovaco:

My, demokraticky zvolená Slovenská národná rada,

slávnostne vyhlasujeme,
že tisícročné úsilie slovenského národa o svojbytnosť
sa naplnilo.
V tejto historickej chvíli deklarujeme prirodzené právo slovenského národa na sebaurčenie tak, ako to zakotvujú aj všetky medzinárodné dohody a zmluvy o práve národov na sebaurčenie.
Uznávajúc právo národov na sebaurčenie, vyhlasujeme, že aj my si chceme slobodne utvárať spôsob a formu národného a štátneho života, pričom budeme rešpektovať práva všetkých, každého občana, národov, národnostných menšín a etnických skupín, demokratické a humanistické odkazy Európy a sveta.
Touto deklaráciou Slovenská národná rada vyhlasuje zvrchovanosť Slovenskej republiky ako základ suverénneho štátu slovenského národa.

Bratislava 17. júl 1992

Traducción:

Nosotros, el Consejo Nacional Eslovaco elegido democráticamente,

declaramos solemnemente
que la lucha de mil años de la nación eslovaca por la independencia ("autonomía") se ha cumplido.
En este momento histórico, declaramos el derecho natural de la nación eslovaca a la autodeterminación, tal como se expresa en todos los acuerdos y tratados internacionales sobre el derecho de las naciones a la autodeterminación.
Reconociendo el derecho de las naciones a la autodeterminación, declaramos que también queremos crear libremente el camino y la forma de vida nacional y estatal, respetando los derechos de todos, todos los ciudadanos, naciones, minorías nacionales, grupos étnicos, la democracia. y legado humanista de Europa y del mundo.
Mediante esta declaración, el Consejo Nacional Eslovaco declara la soberanía de la República Eslovaca como base para un estado soberano de la nación eslovaca.

Bratislava, 17 de julio de 1992

## Celebración de la declaración
Para celebrar la aprobación de la declaración, esa noche se encendieron las hogueras de la soberanía en muchos lugares de Eslovaquia. La mayor de las hogueras se encendió frente a la iglesia de San Juan Bautista de Kremnica.
Eslovaquia celebra el 17 de julio como un día conmemorativo para conmemorar la adopción de la declaración, y en muchos lugares se enciende regularmente el Vatra de la soberanía.